# Дмитриенко, Алёна Владимировна
Алёна Владимировна Дмитриенко (2 октября 1974) — российская футболистка, защитница. Мастер спорта России (1993). Выступала за сборную России.

## Биография
Воспитанница украинского футбола. Во взрослом футболе дебютировала в составе воронежской «Энергии» в 1991 году в первой лиге СССР, где её команда стала победителем. С 1992 года в течение почти 10 лет выступала за «Энергию» в высшей лиге России, провела 180 матчей и забила 8 голов (по другим данным — 222 матча и 10 голов). Неоднократная чемпионка (1995, 1997, 1998) и серебряный призёр (1994, 1996, 1999, 2000) чемпионата России, обладательница (1993, 1995, 1996, 1997, 1999, 2000) и финалистка (1994, 1998) Кубка России. Включена в символическую сборную «Энергии» за 20 лет и российского женского футбола за 25 лет.
После ухода из «Энергии» некоторое время выступала за тольяттинскую «Ладу».
Выступала за сборную России, провела не менее 20 матчей. Стала автором гола 11 октября 1997 года в матче против Бельгии (4:3). Участница финального турнира чемпионата Европы 1997 года.
Дальнейшая судьба неизвестна.